# プリティーリズム・ディアマイフューチャー
『プリティーリズム・ディアマイフューチャー』（Pretty Rhythm: Dear My Future）は、タカラトミーとシンソフィアが共同開発した日本のアーケードゲーム『プリティーリズム』を原作とするテレビアニメの第2シリーズ。日本では、前作『プリティーリズム・オーロラドリーム』に引き続き、2012年4月7日から2013年3月30日までテレビ東京系列6局およびBSジャパンにて放送された（後述）。
キャッチコピーは「未来のわたしが、いっちば〜ん!」。

## 概要
第1期はタカラトミーと韓国の玩具メーカー・ソノコンが2011年1月より開始した業務提携に基づき製作されたが、第2期ではソノコンに加えて韓国の放送局・SBSも子会社のSBSバイアコム（米国・バイアコムとの合弁会社）を通じて製作委員会に出資しており、アニメーション制作面ではメインスタッフを始め日本側の主導で製作された第1期と異なりタツノコプロと韓国のDONGWOO ANIMATIONの共同制作体制となるなど韓国側資本の関与が強まっている。また、本作では第1期のタカラトミーに代わってタカラトミーアーツがタカラトミーのコンピュータゲーム関連事業を譲り受けた関係でゲームを開発したシンソフィアと共に原作としてクレジットされ、製作委員会に参加している。
第1期より監督・シリーズ構成・キャラクター原案・音楽などの主要スタッフが続投する。第1期の3年後が舞台となっており、第1期のMARsから実写パートに登場していた実在の小中学生4人組ガールズグループ・Prizmmy☆（プリズミー）をモデルとするキャラクター達に主人公が交代し、日本でのデビューを目指して韓国から留学生としてやって来た5人組ガールズグループ・PURETTYと共にストーリーを展開して行く。
アニメ本編ではPrizmmy☆およびPURETTYの声は、本人ではなく専業の声優が当てているが、実在のPrizmmy☆とPURETTYは主題歌（オープニング・エンディング）を担当する他、実写パートに出演している。前作同様、基本的に2Dによる作画だが、ダンスシーンは3DCGによるトゥーンレンダリング描写となる。
第1期ではランドマークプラザを中心とする横浜市西区と中区がメインの舞台となっていたが、本作では東京・お台場へと舞台を移し第1期の「Prism Stone」と同様の形式でヴィーナスフォートにブランドショップ「Dear Crown」を開店している（後に2018年1月28日に閉店）。また、第18話など韓国を舞台とするエピソードも盛り込まれている。次回予告は伊藤かな恵のナレーションであった1期と異なり、Prizmmy☆の4人が週代わりで予告を担当するスタイルに変更された。女児向けのアニメーション作品ながら、パロディや不条理ギャグなども多数盛り込まれている。
漫画作品の連載は小学館の『小学一年生』で2012年4月号より第1期と同じかなき詩織の作画で、また同社の『ぷっちぐみ』では2012年5月号より第1期と同じたちばな真未の作画で連載されていたが、第1期でタイアップを実施していた『ちゃお』での漫画連載は行われていない。また、前作『オーロラドリーム』では文具が販売されていなかったが、本作ではショウワノートよりぬりえ（B5サイズ）やパズルなどが発売されている。　

### プリティーリズムSTUDIO
『プリティーリズムSTUDIO』（プリティーリズムスタジオ）は、エンディングと次回予告の間に挿入される実写パート。第1期と異なり、ニコニコチャンネルを始めとする配信版やディズニーチャンネルでは全編がカットされているが、2015年発売のブルーレイBOXには収録されている。
出演
- Prizmmy☆（日下部美愛、久保玲奈、高橋果鈴、瀬間彩海）
- PURETTY（ユ・ヘイン、チョ・シユン、ユン・チェギョン、チョン・ソミン、チョン・ジェウン） ※第18 - 21話ゲスト出演。
- プリズムメイツ - 子役8名。
- 司会：MC KENSAKU

## あらすじ
作中用語についてはプリティーリズム・オーロラドリーム#用語を参照
前作のプリズムクイーンカップから3年後の2015年。プリズムスター専門の芸能事務所・プリティートップに所属する春音あいら・天宮りずむ・高峰みおんはデビューを目指す新人達を育成する立場となっていた。プリティートップのダンススクール研究生「プリズムメイツ」のメンバーとして活動していた深山れいな・志々美かりん・大瑠璃あやみの3人は、突如としてMARsのショーに乱入して来た上葉みあに巻き込まれる形で新ユニット・Prizmmy☆を結成することになる。
そして、Prizmmy☆の4人と韓国から海を越えてプリティートップのダンススクールに入学し、後にPURETTYとしてデビューするヘインをはじめとする5人の留学生との物語が展開する。

## 登場人物
Prizmmy☆（プリズミー）
プリティートップのダンススクールに研究生として所属する上葉みあ・深山れいな・志々美かりん・大瑠璃あやみの4人により構成されるユニット。当初はダンススクールの研究生「プリズムメイツ」扱いで、みあを除く3人で活動していた。キャラクターのモデルになっている実在のユニットについてはPrizmmy☆を参照。
PURETTY（ピュリティ）
韓国の芸能事務所・ディアプリンセスから日本でのデビューを目指しプリティートップのダンススクールに入学した5人の留学生、ヘイン・ソミン・シユン・チェギョン・ジェウンの5人で構成されるユニット。13話で正式にデビューし、その際にユニット名が発表された。Prizmmy☆と同様に実在するDSPメディア所属のユニットについてはPURETTYを参照。
以下は第27話で編成されるPrizmmy☆とPURETTYのシャッフルユニットである。
チームASprouts（スプラウト）
あやみ・れいな・ジェウンの3人で構成。当初は「かいわれラディッツ」の仮称だったが、高峰みおんの発案で「新芽」を意味する「スプラウト」が正式名となった（末尾の"s"は発音しない）。「ボーカルユニット」がキーワード。衣装ブランドはあやみがPrism Stoneのピンク色のエプロンドレス、れいなとジェウンがDear Crownの黒色のバトラースーツ。
チームBP&P（ピアピア）
かりん・ヘイン・シユンの3人で構成。「ダンスグループ」がキーワード。2つの"P"はPrizmmy☆とPURETTYを表し、両ユニットの架け橋（pier）となる意味を込めて命名された（"&"は発音しない）。衣装ブランドはDear Crown。トップスはウグイス色、ボトムスは濃いピンク色のコスチュームとなっている。
チームCCOSMOs（コスモス）
みあ・チェギョン・ソミンの3人で構成。「個性派アイドル」がキーワード。チーム名は、みあ（M）・チェギョン（C）・ソミン（S）のイニシャルを組み合わせたもの。衣装ブランドはPrism Stone。カラーは、信号機をモチーフとした、赤、青、黄色。
MARs（マーズ）
第1期の主人公である春音あいら・天宮りずむ・高峰みおんの3人で構成されるユニット。あいらが第1期50話でプリズムクイーンとなった後、りずむとみおんも2013年・2014年のプリズムクイーンに輝いており、歴代3名のプリズムクイーンが名を連ねる名実共に女子プリズム界最強のユニットとなっている。第28話でりずむとCallingsのヒビキが1年半前（2014年の春頃）に入籍していたことが発表され、第51話で2人は永遠の愛で結ばれた。
Callings（コーリングス）
第1期に引き続き登場する、ショウ・ヒビキ・ワタルの3人により構成される男子プリズムスターのユニット。第1期ではショウがPrism Stoneのデザイナーであることは非公表であったが、第2話でDear Crownのデザイナー・ユンスがあいらに王冠を贈呈したアプローチに触発される形でステージに飛び入りして自分がPrism Stoneのデザイナーである事実を初めて一般に公表した。第28話にてヒビキがMARsのりずむが1年半前（2014年の春頃）に入籍していたことが発表され、第51話で2人は永遠の愛で結ばれた。
せれのん
第1期最終話で所属事務所の廃業に伴いプリティートップへ移籍した城之内セレナと藤堂かのんの漫才コンビ兼プリズムスターユニット。デュオでのプリズムショーでは無敵を誇り、サマークイーンカップでは4連覇を達成している。第1期のハイヒールカップで臨時に加わった天宮かなめ（当時・久里須かなめ）もプリティートップに所属しており、特撮番組「マジカルみおん」では主にせれのんが怪人役、かなめが怪人に襲われるモブキャラクターとして出演している。
SERENON with K（せれのん・ウィズ・かなめ）
第2期のロードトゥシンフォニアに登場する、城之内セレナ・藤堂かのん・天宮かなめの3人により構成されるユニット。
LOVE-MIX（ラブミックス）
ディアプリンセス所属の男子プリズムスター・ヨンファがあいらの弟・春音いつきと突発的に結成したユニット。「愛」をモチーフとしている。衣装は、いつきが青いジャケットと黄色いズボン、ヨンファが赤いジャケットと黄色いズボンで、信号機の色を踏襲している。

### 主要担当声優
- 上葉みあ/ミミー - 大久保瑠美
- 深山れいな/レミー - 高森奈津美
- 志々美かりん/リミー - 津田美波
- 大瑠璃あやみ/ヤミー - 佐倉綾音
- ヘイン/赤井めが姉ぇ/久里須かなめ - 伊藤かな恵
- ソミン - 三宅麻理恵
- シユン - 金香里
- チェギョン/藤堂かのん  - 明坂聡美
- ジェウン/城之内セレナ  - 米澤円
- 春音あいら - 阿澄佳奈
- 天宮りずむ - 原紗友里
- 高峰みおん - 片岡あづさ
- 春音いつき/ネコチ - くまいもとこ
- ヨンファ - 高山みなみ
- 滝川純/ビビ - 千葉進歩
- 阿世知今日子/ラビチ - 早水リサ
- ベアチ - 日高のり子
- ペンギン先生/山田山夫 - 三宅健太
- ショウ - 近藤隆
- ヒビキ - KENN
- ワタル - 岡本信彦
- ユンス - 羽多野渉
- ミシル - 青山桐子
- ケイ - 沢海陽子
- ドン・ボンビー/阿世知欽太郎 - 千葉繁

## 用語
本節では、本作から新規に登場した用語について解説する。前作から引き継いでいる用語や設定についてはプリティーリズム・オーロラドリーム#用語を参照。
シンフォニアシリーズ
由来やデザイナーなどの一切が謎に包まれている伝説のコーデ。半ば都市伝説のように扱われていたが近年になって実在が確認され、個々のコーデは主として年間を通じて行われるユニットを対象とする大会「シンフォニアセレクション」において各大会の優勝賞品となっているが、第24話に登場したゆうきのシンフォニアスカートのように大会以外の場で人手に渡ったものも存在する。伝説では、シンフォニアシリーズを全て揃えてプリズムショー「グレイトフルシンフォニア」を開催した時に奇跡が起こると言われているが、その“奇跡”がどのようなものであるかは明らかになっていない。これまでに登場したシリーズのコーデと獲得者は以下の通りである。
- はじまりのシンフォニアブーツ（Prizmmy☆）
- はばたきのシンフォニアトップス（Prizmmy☆）
- めざめのシンフォニアドレス（ヘイン）
- ゆうきのシンフォニアスカート（みあ）
- うるわしのシンフォニアカチューシャ
- かがやきのシンフォニアネックレス

フラッシュグローブ
Prizmmy☆とPURETTYがプリズムショーで装着している手袋。甲の部分が蛍光使仕様になっており、振り付けに合わせて光の軌跡が線を描いて行く。
スマートポッドタッチ
通称「スマポ」。プリティートップのダンススクール研究生に支給されるスマートフォンで、テレビ電話やゲーム機にも使用可能。ペアチャムを待機させることも出来る。また、プリズムショーのファンはスマポを通じて「かわいい」（ピンク）・「かっこいい」（青）・「たのしい」（黄色）の3項目について演技者の採点を行う際に使用する。
P-nation（ピー・ネイション）
2014年から開催されているプリティートップ主催のファン感謝イベント。MARs、Callings、せれのんなどプリティートップ所属のプリズムスターが一堂に会する数少ない機会となっている。
お洋服の国
赤井めが姉ぇのプリズムショーの世界に置いてあるプリズムストーンメーカーの入り口と繋がっている世界で、マスコット以外は立ち入り禁止区域である。住人は服（城の兵士は鎧）以外は肉体はなく透明で、普通に話すことが出来る。お洋服の国は赤井めが姉ぇ以外秘密にされている。城の王様（ゴーレム）がシンフォニアスカートの所有者。

### プリズムアクト
プリズムジャンプの上位互換の技。 通常のプリズムジャンプを完璧にこなすことで現れる7色の虹のトンネル（アクトライン）を抜けることができて初めて発動する。 純曰く「プリズムアクトはハートの革命」と評される。（『KING OF PRISM-Your Endless Call-み〜んなきらめけ!プリズム☆ツアーズ』によると、法月仁がRL世界で初めてプリズムアクトを確立したが、採点基準を明確化することができず、氷室聖の台頭により連続ジャンプにトレンドが移り、誰も受け継ぐものがおらず、技は時代と共に消えていった。）
ゲームでは1回以上「かんぺき」ジャンプを飛ぶと発動し、光のトンネルを完全に通り抜けると成立する個人またはユニットに固有の演出（アクト）。
ソロのプリズムアクト
- シャイニングオアシストラベラー（みおん、第4話）
- ハッピースマイルドールズ（あいら、第10・31話）
- オーロラメモリアル（りずむ、第11話）。

ユニットのプリズムアクト
- ミラクルアイドル Wake Up!（Prizmmy☆、第12 - 15・19 - 22・26話）
- ナイトフラワーフィーバー（PURETTY、第13 - 21・23・25 - 26話） - 14話はPrizmmy☆と合同、21話はヘインのソロ。
- スーパーギャラクシーラブ（Callings、第14話）
- 漫才プリンセス（せれのん&かなめ、第14話）
- Shall We Dance?（Sprouts、第27話）
- 大好き！ちゅちゅLOVEサンキュー！（P&P、第28話）

### Dear Crown
Dear Crown（ディアクラウン）は、韓国の芸能事務所・ディアプリンセス系列のブランドショップ。ユンスがブランド専属のファッションデザイナーを務めている。日本進出に際してはプリティートップが総代理店となっており、お台場のPrism Stoneの隣に店舗をオープンさせた。Prism Stoneと同様、アニメと連動して立ち上げられた同名のファッションブランド・店舗についてはPrism Stone#Dear Crownを参照。

## シンフォニアセレクション
プリズムクイーンシリーズが個々のプリズムスター同士が高度な技術を競う大会であるのに対し、シンフォニアセレクションの各大会は主としては複数人で構成されるユニットのパフォーマンスを競う大会となっている。各大会の優勝者には、伝説のコーデ・シンフォニアシリーズのプリズムストーンが授与される。
スタンドアップガールズ（第12話）
若手ユニットがパフォーマンスの完成度を競う大会。優勝したユニットにははじまりのシンフォニアブーツが授与される。
プリズムサマーフェス（第19 - 21話）
夏期に開催されるツアー形式の大会。全3戦で構成されており、第1戦が神戸・第2戦が横浜・最終戦が名古屋で開催される。優勝チームには全員にはばたきのシンフォニアトップス、また最優秀選手（MVP）1名にはめざめのシンフォニアドレスが授与される。
ロードトゥシンフォニア
年末のハイヒールカップと同時期に開催されるトリオ大会。うるわしのシンフォニアカチューシャとかがやきのシンフォニアネックレスが商品となっている。今日子はPrizmmy☆とPURETTYをこの大会に出場させるため両ユニットを一時解体して1組3人、合計3組のシャッフルユニットを編成させる。

## スタッフ
日本版
- 原作 - タカラトミーアーツ・シンソフィア
- 監督 - 菱田マサカズ
- チーフディレクター - Park Chan Young
- シリーズ構成 - 赤尾でこ
- シリーズ構成補 - 坪田文
- キャラクター原案 - 渡辺明夫
- キャラクターデザイン - 斉藤里枝、Cha Sang Hoon
- 作画監督 - Cha Sang Hoon、Shin Sung Min
- プロップデザイン - 中山初絵、池田有、高瀬健一、小川浩（第14話 - 第51話）、Kim Young Beom
- 色彩設定 - 赤間三佐子
- 色彩設計 - Yang Min A
- CGディレクター - 乙部善弘
- 美術設定 - 長澤順子、Lee Hoi Young
- 美術監督 - 海野よしみ
- 背景監督 - Lee Hoi Young
- 背景デザイン - Lee Won Gu
- 撮影監督 - Huh Tae Hee
- 編集 - 坂本雅紀
- 映像編集 - Lee Young Min
- 音響監督 - 長崎行男
- 音楽 - 長岡成貢
- 音楽制作 - avex entertainment
- アニメーションプロデューサー - 吉田昇一、Shin Ju Hee
- プロデューサー - 松本裕子（第1話 - 第13話）→高林庸介（第14話 - 第51話）、高橋知子、久保弥、Ha Hae Ran
- アニメーション共同制作 - タツノコプロ、DONGWOO ANIMATION
- 製作 - テレビ東京、プリティーリズム・ディアマイフューチャー製作委員会

## 主題歌・挿入歌
以下は日本版で使用された楽曲である。日本国外で放送された際の楽曲は#日本国外での放送を参照。

### オープニング
「Dear My Future 〜未来の自分へ〜」（第1話 - 第13話）
作詞 - 池畑伸人 / 作曲・編曲 - 長岡成貢 / 歌 - Prizmmy☆（avex entertainment）
「BRAND NEW WORLD!!」（第14話 - 第26話）
作詞 - NOBE・Tomgirl / 作曲・編曲 - michitomo / 歌 - Prizmmy☆（avex entertainment）
「Life is Just a Miracle 〜生きているって素晴らしい〜」（第27話 - 第39話）
作詞 - 池畑伸人 / 作曲・編曲 - 長岡成貢 / 歌 - Prizmmy☆（C.V.大久保瑠美・高森奈津美・津田美波・佐倉綾音）（avex entertainment）
「パンピナッ！」（第40話 - 第51話）
作詞 - NOBE / 作曲・編曲 - michitomo / 歌 - Prizmmy☆（avex entertainment）

### エンディング
「my Transform」（第1話 - 第13話）
作詞 - NOBE / 作曲・編曲 - michitomo / 歌 - Prizmmy☆（avex entertainment）
「チェキ☆ラブ」（第14話 - 第26話）
作詞 - 森内優希 / 作曲・編曲 - G-high・Lee Joo-hyoung / 歌 - PURETTY（UNIVERSAL MUSIC）
「Body Rock」（第27話 - 第39話）
作詞 - NOBE / 作曲・編曲 - michitomo / 歌 - Prizmmy☆（avex entertainment）
「シュワシュワBABY」（第40話 - 第51話）
作詞 - HASEGAWA / 作曲 - HAN SANG WON・LEE JIN SUNG・MELODYN JUN YOUNG / 編曲 - HAN SANG WON・MELODYN JUN YOUNG / 歌 - PURETTY（UNIVERSAL MUSIC）

### 挿入歌
以下の曲を収録したCDについては、プリティーリズム・ディアマイフューチャーのディスコグラフィを参照。
「You May Dream（オーロラライジング Ver.）」
作詞 - 池畑伸人 / 作曲・編曲 - 長岡成貢 / 歌 - LISP（阿澄佳奈・片岡あづさ・原紗友里）
「Party driver」
作詞 - NOBE / 作曲・編曲 - michitomo / 歌 - Prizmmy☆
「Summer day」
作詞 - NOBE / 作曲・編曲 - michitomo / 歌 - Prizmmy☆
「Dream Goes On」
作詞 - 池畑伸人 / 作曲・編曲 - 長岡成貢 / 歌 - 春音あいら（C.V.阿澄佳奈）
「LolitA☆Strawberry in summer」
作詞・作曲 - BOUNCEBACK / 編曲 - 松井寛 / 歌 - 東京女子流
「EZ DO DANCE」
作詞・作曲 - TETSUYA KOMURO / 編曲 - 渡辺徹 / 歌 - Dream5
「1000%キュンキュンさせてよ♥」
作詞 - 池畑伸人 / 作曲・編曲 - 長岡成貢 / 歌 - プリティーリズム☆オールスターズ
「1/1000永遠の美学」
作詞 - 池畑伸人・長岡成貢 / 作曲・編曲 - 長岡成貢 / 歌 - Callings ショウ・ヒビキ・ワタル（C.V.近藤隆・KENN・岡本信彦）
「Never Let Me Down 〜がんばりやぁ！〜」
作詞 - 池畑伸人 / 作曲・編曲 - 長岡成貢 / 歌 - せれのん 城之内セレナ・藤堂かのん（C.V.米澤円・明坂聡美）
「Shall We Go?!」
作詞 - 池畑伸人 / 作曲・編曲 - 長岡成貢 / 歌 - 久里須かなめ（C.V.伊藤かな恵）
「Mirage JET」
作詞 - 三重野瞳 / 作曲・編曲 - 山原一浩 / 歌 - Sprouts（C.V.佐倉綾音・高森奈津美・米澤円）
「サンキュッ！！」
作詞 - 三重野瞳 / 作曲・編曲 - 山原一浩 / 歌 - P&P（C.V.伊藤かな恵・津田美波・金香里）
「LOVE♥MIX」
作詞 - 三重野瞳 / 作曲・編曲 - 山原一浩 / 歌 - LOVE∽MIX（C.V.高山みなみ・くまいもとこ）
「cheer! yeah!×2」
作詞 - 三重野瞳 / 作曲・編曲 - 山原一浩 / 歌 - COSMOs（C.V.大久保瑠美・明坂聡美・三宅麻理恵）
「よいなかそ♥」
作詞 - 三重野瞳 / 作曲・編曲 - 山原一浩 / 歌 - SERENON with K（C.V.米澤円・明坂聡美・伊藤かな恵）
「Que sera」
作詞 - 三重野瞳 / 作曲・編曲 - 山原一浩 / 歌 - MARs（C.V.阿澄佳奈・原紗友里・片岡あづさ）
「You May Dream」
作詞 - 池畑伸人 / 作曲・編曲 - 長岡成貢 / 歌 - LISP（阿澄佳奈・片岡あづさ・原紗友里）

## 各話リスト
| 話数   | サブタイトル                               | 脚本       | 絵コンテ         | ストーリーボード | 演出     | アニメーション演出 | 作画監修                   | 放送日 (TXN)    |
| ------ | ------------------------------------------ | ---------- | ---------------- | ---------------- | -------- | ------------------ | -------------------------- | --------------- |
| 第1話  | ハローマイフューチャー                     | 赤尾でこ   | 近藤信宏         | Park Chi Man     | 青葉譲   | Choi Hun Cheol     | 斉藤里枝 空流辺広子 池田有 | 2012年 04月07日 |
| 第2話  | あなたにきらめく王冠（クラウン）を         | 坪田文     | ワタナベシンイチ | Sung Won Yong    | 青葉譲   | Ahn Jai Ho         | 斉藤里枝 空流辺広子 池田有 | 04月14日        |
| 第3話  | ゲット!マイファンコール                    | 赤尾でこ   | 香川豊           | Song Geun Sik    | 青葉譲   | Jeon Byung Cheol   | 斉藤里枝 空流辺広子 池田有 | 04月21日        |
| 第4話  | ハートの革命・プリズムアクト!              | 坪田文     | 近藤信宏         | Kim Young Beom   | 加藤顕   | Choi Hun Cheol     | -                          | 04月28日        |
| 第5話  | 初恋!? マイ☆プリンス                       | 井内秀治   | 井内秀治         | Park Chi Man     | 小林浩輔 | Ahn Jai Ho         | 伊藤良太                   | 05月05日        |
| 第6話  | メモメモ禁止は困るのです!                  | 有賀ひかる | ワタナベシンイチ | Sung Won Yong    | 青葉譲   | Sung Won Yong      | 斉藤里枝                   | 05月12日        |
| 第7話  | リーダー争奪!Prizmmy☆総選挙                | 伊福部崇   | 大原実           | Song Geun Sik    | 小林浩輔 | Jeon Byung Cheol   | 伊藤良太                   | 05月19日        |
| 第8話  | ラストメンバーはムダがお嫌い!              | 赤尾でこ   | 京極尚彦         | Park Chi Man     | 徳本善信 | Choi Hun Cheol     | 斉藤里枝                   | 05月26日        |
| 第9話  | 揺れるハート!イケメンデザイナー対決        | 井内秀治   | 井内秀治         | Park Chi Man     | 小林浩輔 | Ahn Jai Ho         | 戸田さやか                 | 06月02日        |
| 第10話 | みあ脱退!?あいらとガチバトル               | 伊福部崇   | ワタナベシンイチ | Sung Won Yong    | 高田淳   | Park Chi Man       | 伊藤良太                   | 06月09日        |
| 第11話 | MARsとドキドキ♥温泉合宿                    | 坪田文     | ワタナベシンイチ | Song Geun Sik    | 小林浩輔 | Jeon Byung Cheol   | 斉藤里枝                   | 06月16日        |
| 第12話 | スタンドアップ!マイガールズソウル!         | 赤尾でこ   | 青葉譲           | Park Chi Man     | 高田淳   | Choi Hun Cheol     | 戸田さやか                 | 06月23日        |
| 第13話 | パフュームまとう運命の日!                  | 赤尾でこ   | 京極尚彦         | Choi Hun Cheol   | 小林浩輔 | Park Chi Man       | 伊藤良太                   | 06月30日        |
| 第14話 | PURETTY 波乱のP-nation                     | 伊福部崇   | 徳本善信         | Park Chi Man     | 徳本善信 | Choi Hun Cheol     | 斉藤里枝                   | 07月07日        |
| 第15話 | バラのときめき♥ヒミツの王子様              | 井内秀治   | 井内秀治         | Song Geun Sik    | 高田淳   | Ahn Jai Ho         | 戸田さやか                 | 07月14日        |
| 第16話 | マジカルみおんDE自由研究!                  | 坪田文     | ワタナベシンイチ | Park Chi Man     | 小林浩輔 | Jeon Byung Cheol   | 伊藤良太                   | 07月21日        |
| 第17話 | 動物園の王者、シユン                       | 有賀ひかる | 青葉譲           | Choi Hun Cheol   | 高田淳   | Na Ki Chual        | 斉藤里枝                   | 07月28日        |
| 第18話 | サマーバカンス!夏色マーメイド              | 井内秀治   | 近藤信宏         | Sung Won Yong    | 小林浩輔 | Park Chi Man       | 戸田さやか                 | 08月04日        |
| 第19話 | サマーフェス開幕!PURETTY Go! Go! Go!       | 伊福部崇   | ワタナベシンイチ | Song Geun Sik    | 高田淳   | Ahn Jai Ho         | 伊藤良太                   | 08月11日        |
| 第20話 | ラストノートは情熱の香り                   | 赤尾でこ   | 榎本守           | Park Chi Man     | 榎本守   | Jeon Byung Cheol   | 斉藤里枝                   | 08月18日        |
| 第21話 | 羽ばたきの心、シンフォニアの目覚め         | 坪田文     | ワタナベシンイチ | Choi Hun Cheol   | 小林浩輔 | Choi Hun Cheol     | 戸田さやか                 | 08月25日        |
| 第22話 | ビッグラブでハートをシャッフル             | 赤尾でこ   | ワタナベシンイチ | Sung Won Yong    | 大野和寿 | Park Chi Man       | 伊藤良太                   | 09月01日        |
| 第23話 | 銀幕セレブリティーストーリー               | 坪田文     | 誌村宏明         | Song Geun Sik    | 小林浩輔 | Ahn Jai Ho         | 斉藤里枝                   | 09月08日        |
| 第24話 | お宝ゲットだ!チャムの大冒険!               | 伊福部崇   | 青葉譲           | Park Chi Man     | 徳本善信 | Jeon Byung Cheol   | 戸田さやか                 | 09月15日        |
| 第25話 | 元気が一番!プリズム・クッキング            | 井内秀治   | 井内秀治         | Choi Hun Cheol   | 小林浩輔 | Na Ki Chual        | 伊藤良太                   | 09月22日        |
| 第26話 | 白と黒のウェディング                       | 赤尾でこ   | 青葉譲           | Song Geun Sik    | 小林浩輔 | Jeon Byung Cheol   | 斉藤里枝                   | 09月29日        |
| 第27話 | 新チームでシャル ウィ ダンス?              | 伊福部崇   | 松尾慎           | Song Geun Sik    | 徳本善信 | Ahn Jai Ho         | 戸田さやか                 | 10月06日        |
| 第28話 | りずむの告白 愛の言葉は……                  | 井内秀治   | 井内秀治         | Park Chi Man     | 小林浩輔 | Choi Hun Cheol     | -                          | 10月13日        |
| 第29話 | 女神（ミューズ）にささぐ I LOVE YOU        | 坪田文     | 青葉譲           | Choi Hun Cheol   | 徳本善信 | Park Chi Man       | 斉藤里枝                   | 10月20日        |
| 第30話 | ハロウィンコーデはラブミックスコンチェルト | 赤尾でこ   | ワタナベシンイチ | Sung Won Yong    | 小林浩輔 | Jeon Byung Cheol   | 戸田さやか                 | 10月27日        |
| 第31話 | Cheer! Yeah! ×2 夢を咲かせちゃえ!          | 福田裕子   | 榎本守           | Song Geun Sik    | 榎本守   | Ahn Jai Ho         | 伊藤良太                   | 11月03日        |
| 第32話 | 風よ吹け!プリズムのハートに                | 井内秀治   | 井内秀治         | Park Chi Man     | 小林浩輔 | Bak I Nam          | 斉藤里枝                   | 11月10日        |
| 第33話 | 恋のパクパクレストラン                     | 有賀ひかる | ワタナベシンイチ | Choi Hun Cheol   | 大野和寿 | Na Ki Chual        | 戸田さやか                 | 11月17日        |
| 第34話 | 踊れダンスティーチャー                     | 福田裕子   | ワタナベシンイチ | Sung Won Yong    | 小林浩輔 | Jeon Byung Cheol   | 伊藤良太                   | 11月24日        |
| 第35話 | ソミンのときめきハートブレイク             | 坪田文     | 青葉譲           | Song Geun Sik    | 徳本善信 | Ahn Jai Ho         | 斉藤里枝                   | 12月01日        |
| 第36話 | 乙女の競演 ロードトゥシンフォニア          | 伊福部崇   | 徳本善信         | Park Chi Man     | 徳本善信 | Choi Hun Cheol     | 戸田さやか                 | 12月08日        |
| 第37話 | あいらの決断                               | 赤尾でこ   | ワタナベシンイチ | Choi Hun Cheol   | 小林浩輔 | Ahn Jai Ho         | 伊藤良太                   | 12月15日        |
| 第38話 | 夢と神秘のメタモルフォーゼ                 | 赤尾でこ   | ワタナベシンイチ | Sung Won Yong    | 小林浩輔 | Jeon Byung Cheol   | 斉藤里枝                   | 12月22日        |
| 第39話 | 沈黙のプリンセス                           | 伊福部崇   | ワタナベシンイチ | Song Geun Sik    | 徳本善信 | Ahn Jai Ho         | 戸田さやか                 | 2013年 01月05日 |
| 第40話 | シンフォニア誕生の秘密                     | 井内秀治   | 井内秀治         | Park Chi Man     | 小林浩輔 | Na Ki Chual        | 伊藤良太                   | 01月12日        |
| 第41話 | 友情のプリティーリメイク                   | 福田裕子   | 大原実           | Choi Hun Cheol   | 小林浩輔 | Ahn Jai Ho         | 斉藤里枝                   | 01月19日        |
| 第42話 | 宇宙の果てへ Go!スカイハイ                 | 赤尾でこ   | ワタナベシンイチ | Sung Won Yong    | 徳本善信 | Jeon Byung Cheol   | 戸田さやか                 | 01月26日        |
| 第43話 | 立ち上がれスタァ!                          | 坪田文     | 松尾慎           | Song Geun Sik    | 小林浩輔 | Choi Hun Cheol     | 伊藤良太                   | 02月02日        |
| 第44話 | 情熱レボリューション                       | 伊福部崇   | ワタナベシンイチ | Park Chi Man     | 大野和寿 | Ahn Jai Ho         | 斉藤里枝                   | 02月09日        |
| 第45話 | 星空のプレリュード                         | 福田裕子   | ワタナベシンイチ | Choi Hun Cheol   | 小林浩輔 | Jeon Byung Cheol   | 戸田さやか                 | 02月16日        |
| 第46話 | センター争奪!ライバルは友達?               | 井内秀治   | 近藤信宏         | Sung Won Yong    | 徳本善信 | Park Chi Man       | 伊藤良太                   | 02月23日        |
| 第47話 | ワガママみあ 前代未聞のドタキャン騒動      | 坪田文     | 誌村宏明         | Song Geun Sik    | 小林浩輔 | Na Ki Chual        | 斉藤里枝                   | 03月02日        |
| 第48話 | 開演!グレイトフルシンフォニア              | 坪田文     | ワタナベシンイチ | Park Chi Man     | 徳本善信 | Ahn Jai Ho         | 戸田さやか                 | 03月09日        |
| 第49話 | 失われる明日                               | 坪田文     | ワタナベシンイチ | Choi Hun Cheol   | 小林浩輔 | Jeon Byung Cheol   | 伊藤良太                   | 03月16日        |
| 第50話 | 未来の私がいっちばーん!                    | 坪田文     | ワタナベシンイチ | Sung Won Yong    | 小林浩輔 | Han Young Hoon     | 斉藤里枝                   | 03月23日        |
| 第51話 | Dear マイフューチャー                      | 坪田文     | ワタナベシンイチ | Song Geun Sik    | 小林浩輔 | Choi Hun Cheol     | 戸田さやか                 | 03月30日        |

## 放送局

### 日本国内での放送
字幕放送・データ放送は、テレビ東京系列のみ実施。
| 放送地域       | 放送局                 | 放送期間                                             | 放送日時                            | 系列                          | 遅れ       |
| -------------- | ---------------------- | ---------------------------------------------------- | ----------------------------------- | ----------------------------- | ---------- |
| 関東広域圏     | テレビ東京             | 2012年4月7日 - 2013年3月30日                         | 土曜 10:00 - 10:30                  | テレビ東京系列                | 製作局     |
| 北海道         | テレビ北海道           | 2012年4月7日 - 2013年3月30日                         | 土曜 10:00 - 10:30                  | テレビ東京系列                | 同時ネット |
| 愛知県         | テレビ愛知             | 2012年4月7日 - 2013年3月30日                         | 土曜 10:00 - 10:30                  | テレビ東京系列                | 同時ネット |
| 大阪府         | テレビ大阪             | 2012年4月7日 - 2013年3月30日                         | 土曜 10:00 - 10:30                  | テレビ東京系列                | 同時ネット |
| 岡山県・香川県 | テレビせとうち         | 2012年4月7日 - 2013年3月30日                         | 土曜 10:00 - 10:30                  | テレビ東京系列                | 同時ネット |
| 福岡県         | TVQ九州放送            | 2012年4月7日 - 2013年3月30日                         | 土曜 10:00 - 10:30                  | テレビ東京系列                | 同時ネット |
| 日本全域       | BSジャパン             | 2012年4月7日 - 2013年3月30日                         | 土曜 10:00 - 10:30                  | テレビ東京系列 BSデジタル放送 | 同時ネット |
| 日本全域       | AT-X                   | 2012年4月15日 - 9月30日 2012年10月7日 - 2013年4月7日 | 日曜 7:30 - 8:00 日曜 17:30 - 18:00 | CS放送                        | 遅れネット |
| 日本全域       | ニコニコチャンネル     | 2012年4月20日 - 2013年4月12日                        | 金曜 16:00 更新                     | ネット配信                    | 遅れネット |
| 滋賀県         | びわ湖放送             | 2013年2月11日 - 2014年1月27日                        | 月曜 17:15 - 17:45                  | 独立局                        | 遅れネット |
| 日本全域       | ディズニー・チャンネル | 2013年7月22日 -                                      | 月曜 - 金曜 16:00 - 16:30           | BS/CS放送                     | 遅れネット |

第1期は第16話まで地上アナログテレビ放送が実施されたが、本作は第1話より完全に地上デジタルテレビ放送作品となった。ニコニコチャンネルでは第1期に引き続いて独自にプリティーリズム・ディアマイフューチャーチャンネルを開設し、公式配信を実施された。

### 日本国外での放送
時間帯は全て現地時間。
香港
2013年1月26日から7月27日無綫電視翡翠台にて、『星光少女．美夢成真』のタイトルで毎週土曜、日曜の17時00分-17時30分に放送。広東語 & 日本語二ヶ国語放送、繁体字字幕あり。
TVB兒童台
台湾
第1期に引き続き『星光少女：美夢成真』の表題で2012年11月9日よりケーブルテレビの子供向け番組専門チャンネル・東森幼幼台と群英社のIP放送「My Kids TV」で、表題の「美夢成真」は英語の"Dreams come true"（夢は必ず叶う）の意。
中国
第1期に引き続きTudou（土豆網）がテレビ東京の許諾を得て『美妙旋律 我亲爱的未来』の表題で公式ネット配信を実施している。
韓国
『꿈의 보석 프리즘 스톤』（夢の宝石プリズムストーン）の表題で、2013年2月13日から8月7日までSBS系列にて放送。前作は日本とは逆の順序で、2013年9月7日からカートゥーン ネットワークで放送された。
日本版の「プリティーリズムSTUDIO」に当たるパートは現地オリジナルの内容に差し替えられている。また、主題歌はオープニングに「チェキ☆ラブ」、エンディングに「シュワシュワBABY」（歌唱はいずれも韓国語）が全話を通して使用されていた。

## DVD・ブルーレイ
DVDは前作と異なりセル盤とレンタル盤が別々にリリースされている。レンタル盤は前作と同じ1枚2話収録で、セル盤は1クール（13話）単位のBOX仕様。DVD-BOXはavex movie、ブルーレイBOXはavex picturesより発売。

### DVD-BOX
| 巻数      | 発売日             | 収録話（枚数）       | 規格品番   |
| --------- | ------------------ | -------------------- | ---------- |
| 1stクール | 2012年12月19日発売 | 第1 - 13話（4枚組）  | AVBA-62197 |
| 2ndクール | 2013年3月1日発売   | 第14 - 26話（4枚組） | AVBA-62295 |
| 3rdクール | 2013年5月24日発売  | 第27 - 39話（4枚組） | AVBA-62426 |
| 4thクール | 2013年7月19日発売  | 第40 - 51話（3枚組） | AVBA-62477 |

### ブルーレイBOX
各巻ともオーディオコメンタリー2話分収録。
| 巻数  | 発売日             | 収録話（枚数）       | 規格品番          |
| ----- | ------------------ | -------------------- | ----------------- |
| BOX-1 | 2015年10月16日発売 | 第1 - 26話（4枚組）  | EYXA-10586〜10589 |
| BOX-2 | 2015年12月18日発売 | 第27 - 51話（4枚組） | EYXA-10590〜10593 |

## イベント
前作『オーロラドリーム』および次作『レインボーライブ』と異なり本放送時はイベントが開催されなかったが、ブルーレイBOX-2のアニミュウモ（avex pictures公式オンライン通販）購入者特典としてPrizmmy☆役の声優4名によるトークイベントが2016年4月24日に開催された。